# Christian Haass
Christian Haass (* 19. Dezember 1960 in Mannheim) ist ein deutscher Biochemiker mit dem Schwerpunkt Stoffwechselbiochemie und Neurowissenschaften.

## Berufliches Wirken
Haass studierte von 1981 bis 1985 in Heidelberg Biologie. Ab 1990 arbeitete er zunächst als PostDoc im Labor von Dennis Selkoe an der Harvard Medical School und war dort von 1993 bis 1995 als Assistenzprofessor tätig. Danach kehrte er nach Deutschland zurück und wurde zunächst C3-Professor für Molekularbiologie am Zentralinstitut für Seelische Gesundheit in Mannheim. 1999 erhielt er einen Ruf an die Ludwig-Maximilians-Universität München als Nachfolger von Martin Klingenberg; dort lehrt und forscht Haass als C4-Professor am Adolf-Butenandt-Institut der Medizinischen Fakultät. Die Schwerpunkte seines Forschungslabors liegen in der Aufklärung der molekularen Mechanismen der Alzheimer-Krankheit sowie der Parkinson-Krankheit. Mit der Einrichtung einer von der Deutschen Forschungsgemeinschaft geförderten Aquarienanlage werden die molekularen Mechanismen neurodegenerativer Erkrankungen mit Hilfe des Modelltieres Zebrafisch untersucht. Weiterhin wird anhand eines transgenen Mausmodells am Morbus Parkinson geforscht. Haass hat mit seiner Forschung Erkenntnisse gewonnen, die Grundlage für realistische Therapieansätze bei der Behandlung von Alzheimer sind. Haass gehört verschiedenen wissenschaftlichen Organisationen an; unter anderem ist er ein gewähltes Mitglied der European Molecular Biology Organization und Kuratoriumsmitglied bei der Hans und Ilse Breuer Stiftung. Als Standortsprecher vertritt Christian Haass das Deutsche Zentrum für Neurodegenerative Erkrankungen (DZNE) in München. Im Jahr 2003 wurde er zum Mitglied der Leopoldina gewählt. Haass ist Mitglied des Stiftungsrats der Stiftung VERUM.

## Auszeichnungen und Ehrungen
Für seine Arbeiten an der Erforschung der Parkinson- und Alzheimer-Krankheiten erhielt Haass zahlreiche wissenschaftliche Preise:
- Akademiepreis der Heidelberger Akademie der Wissenschaften (1997)
- Preis der (deutschen) Hirnliga e. V. (1997)
- International Alois Alzheimer Award (2000)
- Mitglied der Academia Europaea (2000)
- Gottfried-Wilhelm-Leibniz-Preis (2002)
- Ernst-Jung-Preis für Medizin (2002)
- Familie Hansen-Preis (2002)
- MetLife Award for Medical Research in Alzheimer’s Disease (2006)
- Sheik Hamdan Award for Medical Sciences (2006)
- Ehrendoktor der Medizinischen Fakultät der Universität Zürich (2010)
- Bundesverdienstkreuz am Bande (2014)
- Mitglied der Bayerischen Akademie der Wissenschaften (2016)
- Brain Prize (2018)
- Hartwig Piepenbrock-DZNE Preis (2019)[2]
- Hector Wissenschaftspreis (2023)

## Ausgewählte Publikationen
- Publikationen gelistet unter PubMed